# Đorđe Maletić
Đorđe Maletić, pseudonimo di Georgije Maletić (Jasenovo, 13 marzo 1816 – Belgrado, 13 gennaio 1888), è stato un poeta, scrittore e drammaturgo serbo.

## Biografia
La carriera di studi di Đorđe Maletić culminò con il diploma al ginnasio di Sremskarlovac.
Lavorò come insegnante di tedesco in un ginnasio di Belgrado dal 1º ottobre 1848, e dal 18 aprile 1858, assunse la carica di direttore in un liceo di Belgrado.
Maletić collaborò con la rivista Podunavka e cofondò Rodoljupca.
Dal 1851 si dedicò al teatro, fondando un comitato teatrale di Belgrado, il cui scopo era di occuparsi della costruzione del Teatro Nazionale di Belgrado, che inaugurò il 30 ottobre 1869 con il suo dramma La morte dello zar Mihailo (Smrt cara Mijaila, 1866), e di cui assunse la direzione nel 1871.
Maletić si interessò alla politica, aderendo al Partito popolare come membro dell'Assemblea nazionale.
La sua carriera letteraria risultò ricca di consensi e di successi grazie alle raccolte di poesie intitolate Poesie (Pesme, 1849 e 1855), oltre che ai suoi poemi epici I tre affratellati (Tri pobratima, 1844) e I convitati alle nozze (Svatovi, 1855).
Successivamente la popolarità di Maletić venne superata da quella crescente di Branko Radičević, di Jovan Jovanović Zmaj e di Đura Jakšić.
La lirica di Maletić si caratterizzò per la sua grande capacità di approfondire, tramite un'estetica razionalistica, tematiche didattiche e patriottiche, ispirate dalla letteratura germanica.
Importante fu l'attività teatrale, comprendente le traduzioni delle opere di Friedrich Schiller e di August von Kotzebue, i lavori originali La Diana della libertà serba ovvero gli aiducchi serbi (Preodnica srbske slobode ili Srpski ajduci, 1863), oltre che i Materiali per la storia del teatro nazionale serbo di Belgrado (Građa za istoriju srpskog narodnog pozorištva u Beogradu, 1884).
Inoltre con la pubblicazione della Teoria della poesia (Teorija poezije, 1854), Maletić si dimostrò un anticipatore nell'ambito della letteratura serba, sia per i principi estetici sia per una critica letteraria sistematica.

## Opere principali

### Poesie
- Poesie (Pesme, 1849);
- I tre affratellati (Tri pobratima, 1844);
- Poesie (Pesme, 1855);
- I convitati alle nozze (Svatovi, 1855).

### Drammi
- La Diana della libertà serba ovvero gli aiducchi serbi (Preodnica srbske slobode ili Srpski ajduci, 1863);
- La morte dello zar Mihailo (Smrt cara Mijaila, 1866).

### Saggi
- Teoria della poesia (Teorija poezije, 1854);
- Materiali per la storia del teatro nazionale serbo di Belgrado (Građa za istoriju srpskog narodnog pozorištva u Beogradu, 1884).